# 合衆国対ニクソン事件
合衆国対ニクソン事件は1974年に行われたアメリカ合衆国連邦最高裁判所の裁判で、ウォーターゲート事件の資料の扱いに関する行政特権が争点となり、結果として大統領リチャード・ニクソンを辞任に追い込む決定打となった。1974年7月24日の裁判官全員一致の判決（ただしウィリアム・レンキストはニクソン政権に関与したことがあるため、採決に加わらなかった）により、大統領は行政を司る者として「一般的な利益」に基づいて資料の提出要請を拒否する権限があるものの、係属中の特定の刑事裁判のための「特定の証拠の必要性」はそれに優越すると判断された。
この裁判では、ウォーターゲート事件の捜査を担う特別検察官レオン・ジャウォスキーとウォーターゲート事件に関連して被告となったニクソンの元側近七名が、リチャード・ニクソンによって録音されたテープ等の資料の提出を求めた。ニクソンは行政特権により提出を拒否することができると主張した。

## 背景
1973年7月、ニクソンの元側近Alexander Butterfieldが上院ウォーターゲート特別委員会の証人として、ニクソンの大統領執務室に録音装置が設置されていることを証言した。装置はニクソンの求めにより1971年に設置され、ニクソンの日々の職務上の会話のほぼ全てを1973年7月まで録音していた。
ニクソンのウォーターゲート事件疑惑の特別検察官を任じられたアーチボルド・コックスはこの録音装置によって録音されたテープの提出を要求し、以後どこまでの提出を認めるかを巡って法廷闘争が続き、1973年10月にニクソンはコックスを解任した（土曜日の夜の虐殺）。後任の特別検察官レオン・ジャウォスキーも継続して録音資料の提供を求めた。ニクソン側は法廷による提出命令に応じず、部分的な提供での妥協を計ろうとしたが、ジャウォスキーは妥協せず、最終的にこれを連邦最高裁に持ち込んだ。

## 影響
この裁判と並行して合衆国下院司法委員会では大統領ニクソンを弾劾する手続きが進められており、一連のテープは重要な証拠になると考えられた。この判決は、資料とされるテープを裁判官が聴取した結果、ニクソンの元側近の訴追との関係性が認められれば、ニクソンは提出を拒否できない、と命じるものだった。この判決の翌週に下院はニクソンの弾劾を決議し、ニクソンは判決後約二週間で辞任した。

## 評価
この判決はニクソンの主張したような行政特権の絶対性を認めはしなかったものの、過去の判例と比べ、大統領職の情報秘匿に関する行政特権を憲法に基礎付けた点が新しかったと評価されている。